# رييس جيكسون
رييس جيكسون (بالإسبانية: Jeickson Reyes)‏ (9 أكتوبر 1987 بليما في بيرو - ) هو مدرب كرة قدم ولاعب كرة قدم بيروفي في مركز الظهير. شارك مع منتخب البيرو تحت 20 سنة لكرة القدم. أما مع النوادي، فقد لعب مع أليانزا ليما وخوان أوريتش ونادي سبورتينغ كريستال وديبورتيفو وانكا ونادي أياكوتشو وسيزار فاليجو ‏.

## وصلات خارجية
- رييس جيكسون على موقع إي إس بي إن إف سي (الإنجليزية)
- رييس جيكسون على موقع قاعدة بيانات كرة القدم.إي يو (الإنجليزية)
- رييس جيكسون على موقع Soccerway.com (الإنجليزية)